# Leichtathletik-Weltmeisterschaften 2022/Teilnehmer (Israel)
| Goldmedaillen | Silbermedaillen | Bronzemedaillen |
| ------------- | --------------- | --------------- |
| –             | –               | 1               |

Der Leichtathletikverband Israels hat für die Leichtathletik-Weltmeisterschaften 2022 in Eugene zehn Sportler gemeldet.

## Ergebnisse

### Frauen

#### Laufdisziplinen
| Athlet                 | Disziplin        | Vorlauf      | Vorlauf | Halbfinale    | Halbfinale    | Finale        | Finale        |
| Athlet                 | Disziplin        | Zeit         | Platz   | Zeit          | Platz         | Zeit          | Platz         |
| ---------------------- | ---------------- | ------------ | ------- | ------------- | ------------- | ------------- | ------------- |
| Diana Vaisman          | 100 m            | 11,28 s      | 29      | ausgeschieden | ausgeschieden | –             | –             |
| Selamawit Teferi       | 5000 m           | 15:44,30 min | 26      |               |               | ausgeschieden | ausgeschieden |
| Adva Cohen             | 3000 m Hindernis | 9:44,74 min  | 35      |               |               | ausgeschieden | ausgeschieden |
| Lonah Chemtai Salpeter | Marathon         |              |         |               |               | 2:20:18 h     | Bronze        |
| Maor Tiyouri           | Marathon         |              |         |               |               | 2:31:54 h     | 23            |

#### Sprung/Wurf
| Athlet        | Disziplin  | Qualifikation | Qualifikation | Finale        | Finale        |
| Athlet        | Disziplin  | Weite/Höhe    | Platz         | Weite/Höhe    | Platz         |
| ------------- | ---------- | ------------- | ------------- | ------------- | ------------- |
| Hanna Minenko | Dreisprung | 14,11 m       | 15            | ausgeschieden | ausgeschieden |

### Männer

#### Laufdisziplinen
| Athletin      | Disziplin | Finale    | Finale |
| Athletin      | Disziplin | Zeit      | Platz  |
| ------------- | --------- | --------- | ------ |
| Maru Teferi   | Marathon  | 2:07:59 h | 11     |
| Tasama Moogas | Marathon  | 2:11:36 h | 25     |
| Haimro Alame  | Marathon  | 2:17:05 h | 48     |

#### Sprung/Wurf
| Athlet              | Disziplin  | Qualifikation | Qualifikation | Finale     | Finale |
| Athlet              | Disziplin  | Weite/Höhe    | Platz         | Weite/Höhe | Platz  |
| ------------------- | ---------- | ------------- | ------------- | ---------- | ------ |
| Yonathan Kapitolnik | Hochsprung | 2,28 m        | 8             | 2,24 m     | 11     |